# 和合村 (岐阜県安八郡)
和合村（わごうむら）は、かつて岐阜県安八郡に存在した村である。
現在の大垣市北東部。揖斐川西岸の地域である。
かつては堀田が広がる農村地帯であったが、大垣市との合併後、国道21号（岐大バイパス）開通により交通の要所となっている。

## 沿革
- 江戸時代、一帯は大垣藩領であった。
- 1889年（明治22年）7月1日 - 上開発村、下開発村、津村、大島村が合併し、和合村となる。
- 1951年（昭和26年）4月1日 - 大垣市に編入される。

## 村長
- 安田桑次

## 教育
- 安八郡三城村和合村組合立小野小学校（現大垣市立小野小学校）
- 安八郡学校組合立三和中学校

## 交通
- 東海道本線（通過のみ）
- 樽見線
  - 東大垣駅（開業は大垣市に編入後）